# لانزاروته
لانزاروته یکی از جزایر اسپانیا است.

## تاریخچه
لانزاروته احتمالاً نخستین جزیره قناری بود که مردم در آن نشیمن گزیدند. فنیقی‌ها پیرامون ۱۱۰۰ پ.م. در آن ساکن شدند. پس از سرنگونی امپراتوری روم جزایر قناری تا سال ۹۹۹ غیر مسکون ماندند که در آن تاریخ عرب‌ها به جزایر وارد شدند. این جزایر در ادبیات ایران پیش از اسلام جاودان‌کَث نامیده می‌شد به معنی «سکونتگاه جاودانی» و عرب‌ها هم آنها را «الجزائر الخالدة» نامیدند که همان معنی را می‌دهد.

## جغرافیا

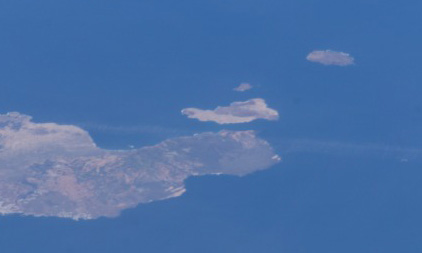
بخش شمالی لانزاروته و مجمع‌الجزایر چینیخو

لانزاروته شرقی‌ترین جزیره از جزایر قناری است و در اقیانوس اطلس قرار گرفته‌است. این جزیره در ۱۲۵ کیلومتری کرانه آفریقا و هزار کیلومتری شبه‌جزیره ایبری واقع شده‌است.
شهر اصلی لانزاروته، آرسیفه است. فرودگاه بین‌المللی آرسیفه سالانه ۵٫۵ میلیون مسافر دارد.
لانزاروته بخشی از استان لاس‌پالماس اسپانیا بشمار می‌آید.
- نوع آتشفشان: لایه‌ای (آخرین انفجار در سال ۱۸۲۴ در تیاگوآ)

## جزایر
جزیره لانزاروته به هفت بخش تقسیم می‌گردد:

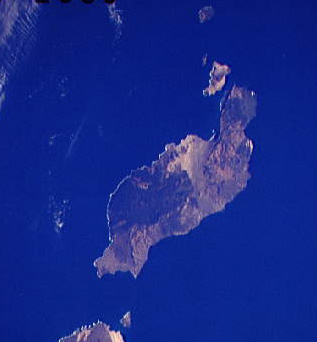
Satellite Lanzarote Chinijo2.jpg

- آرسیفه
- هاریا
- سان بارتولومه
- تگویسه
- تیاس
- تیناخو
- یایزا

## نگارخانه

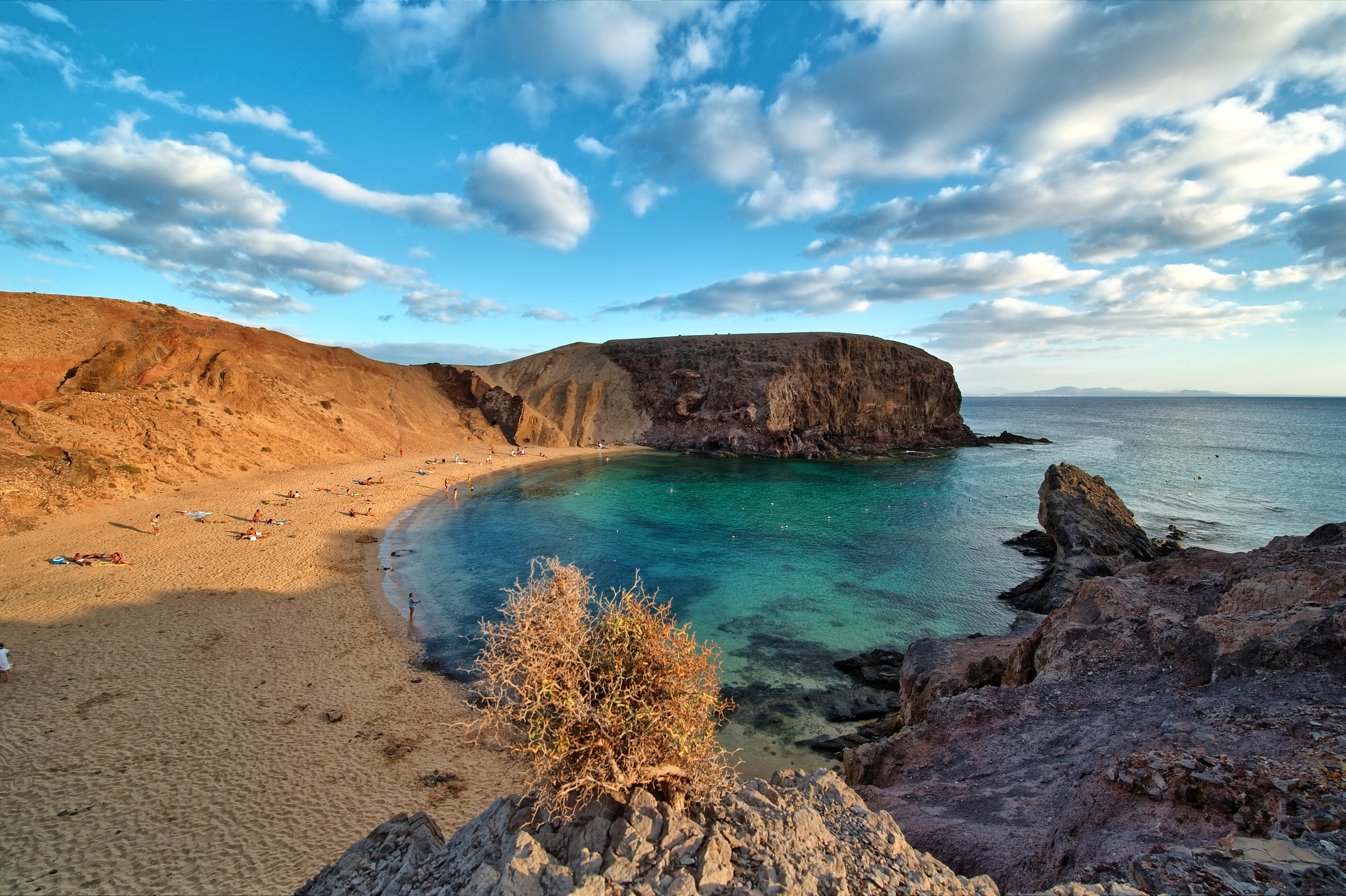
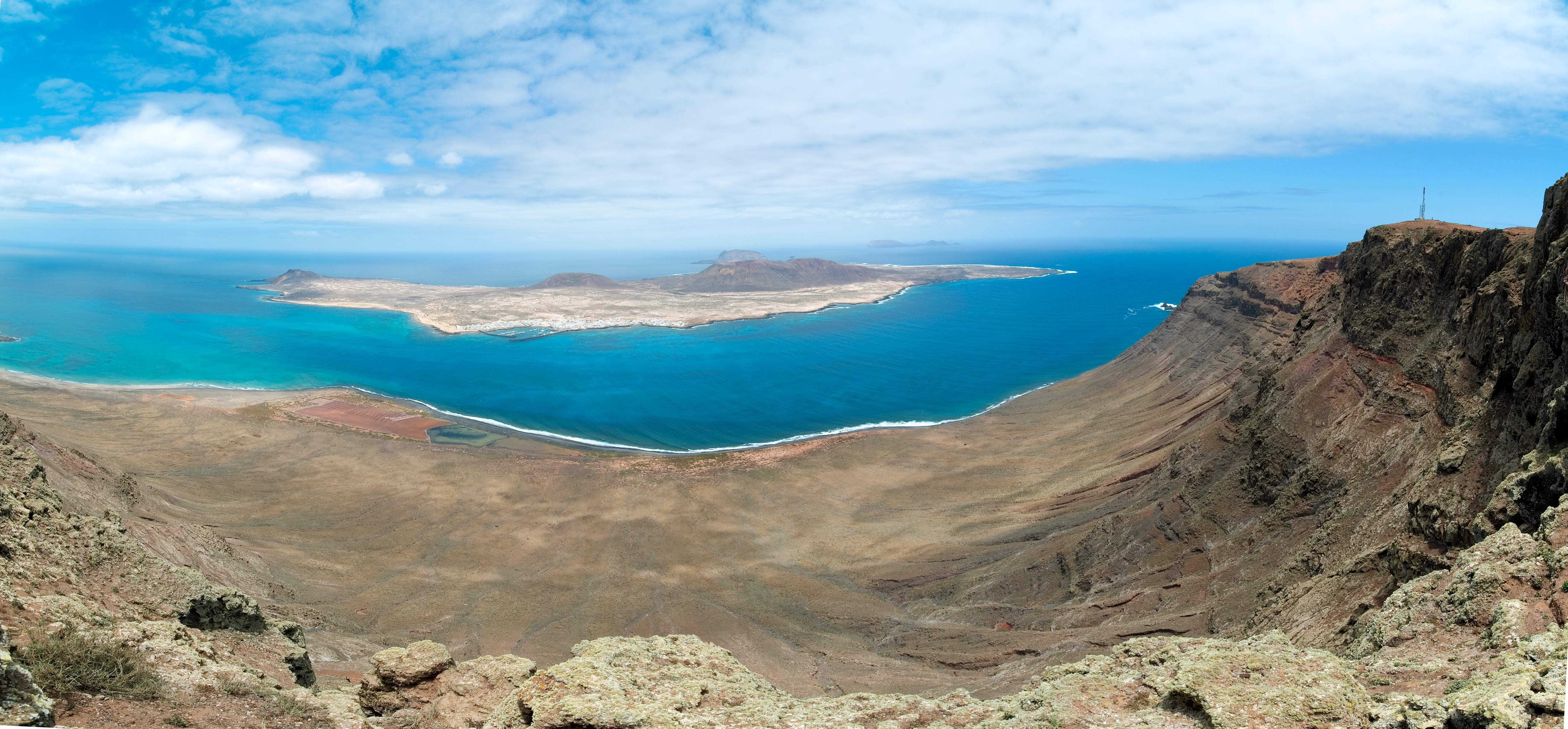
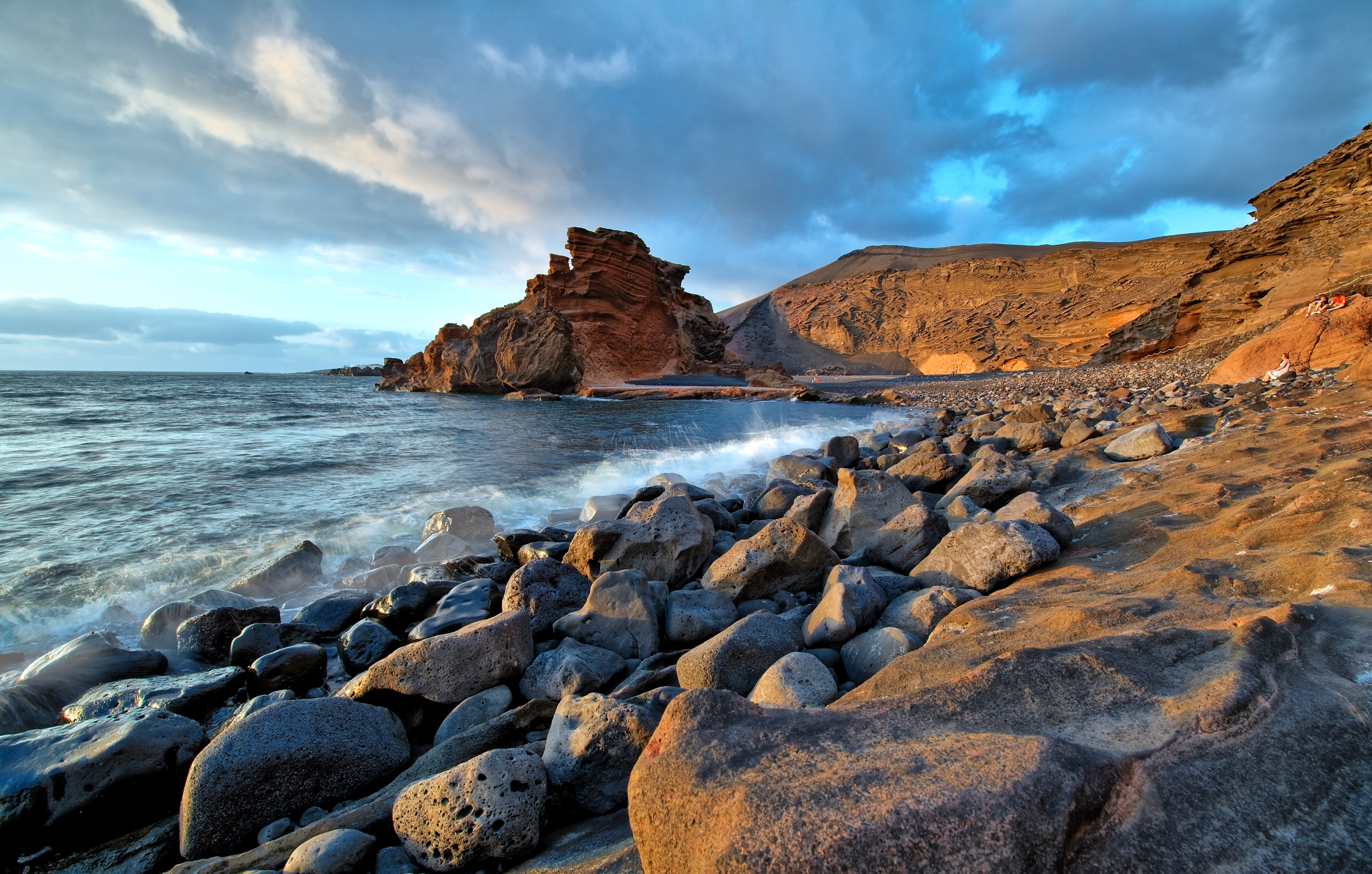
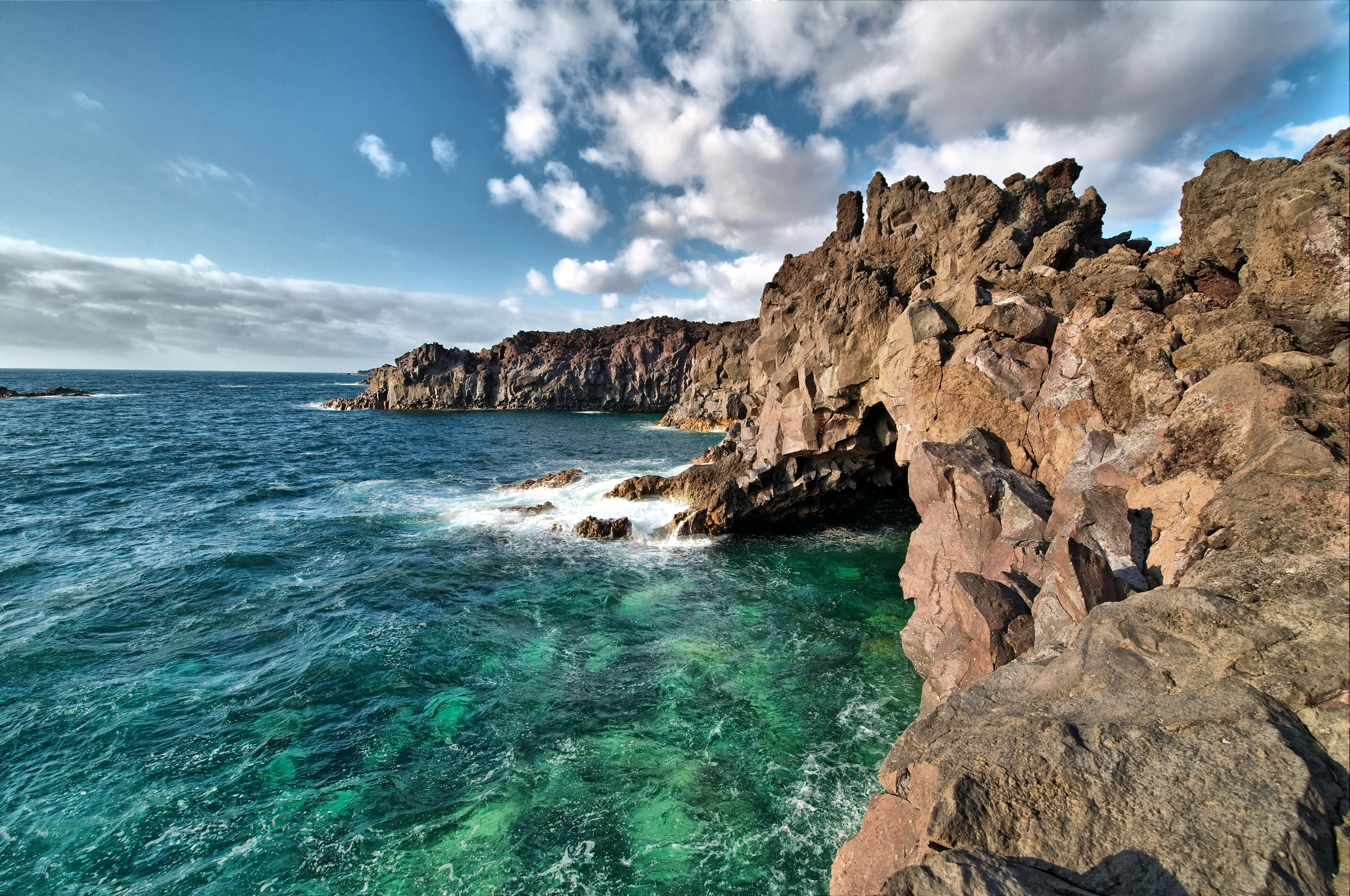
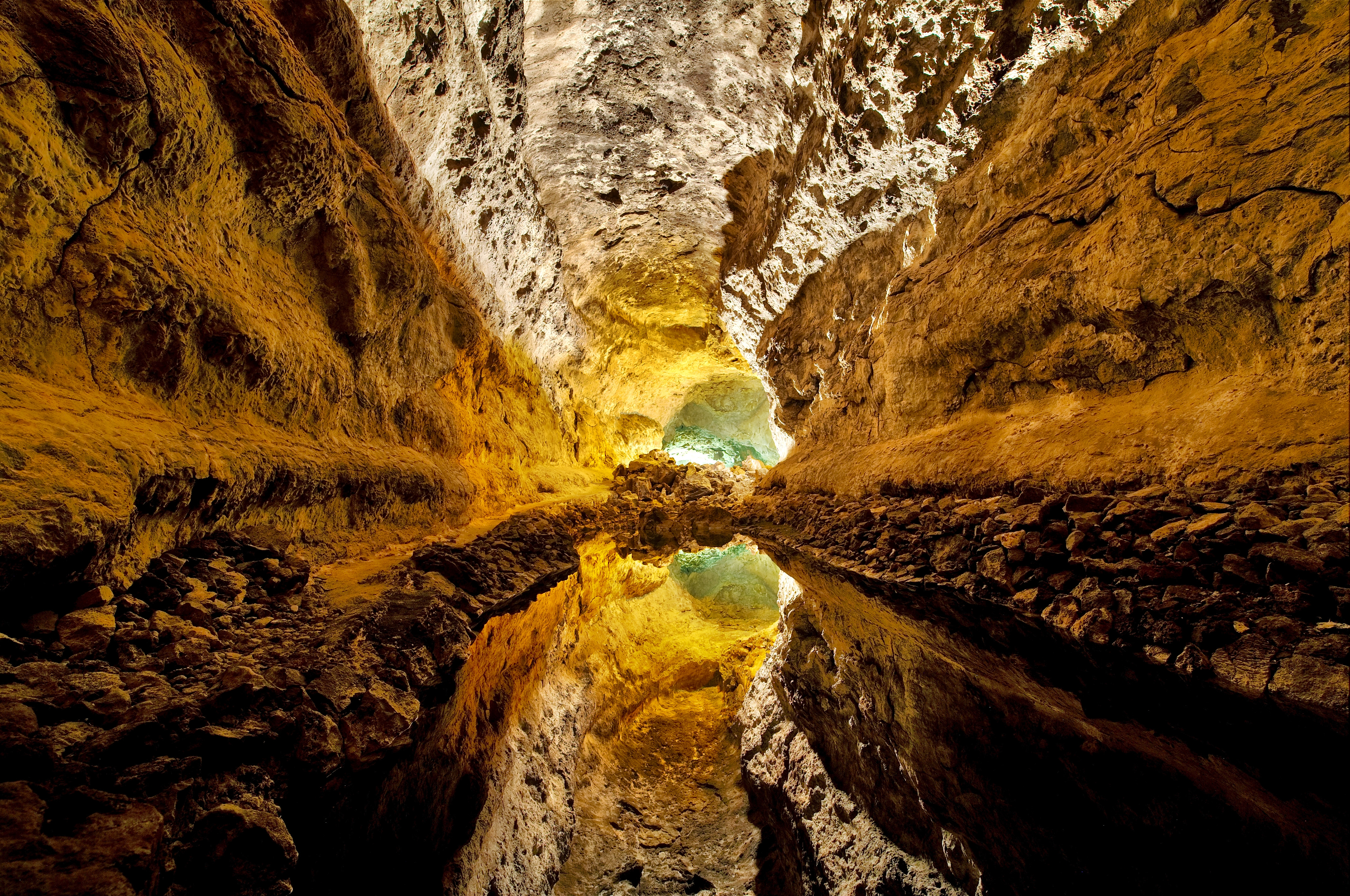
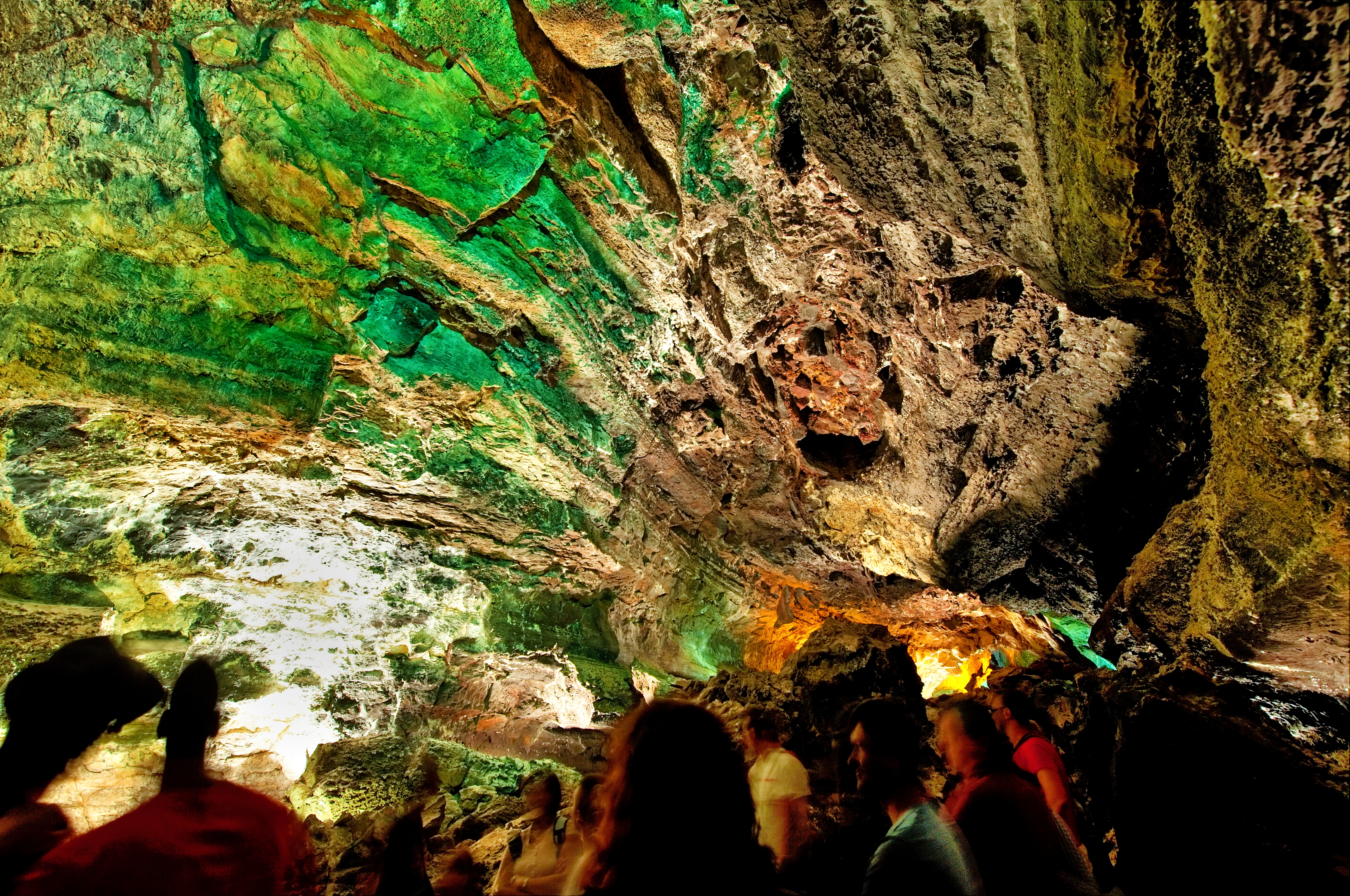
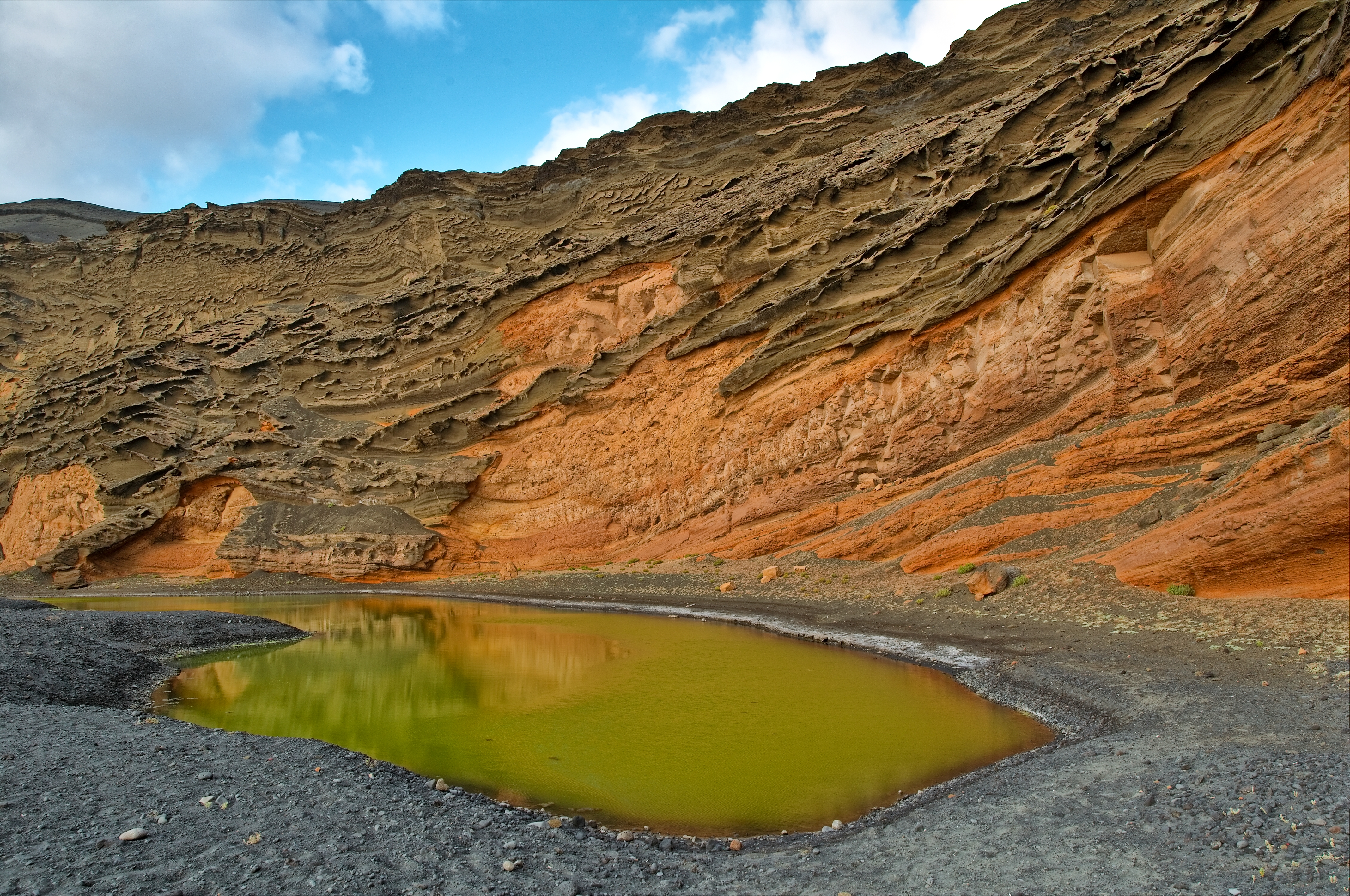
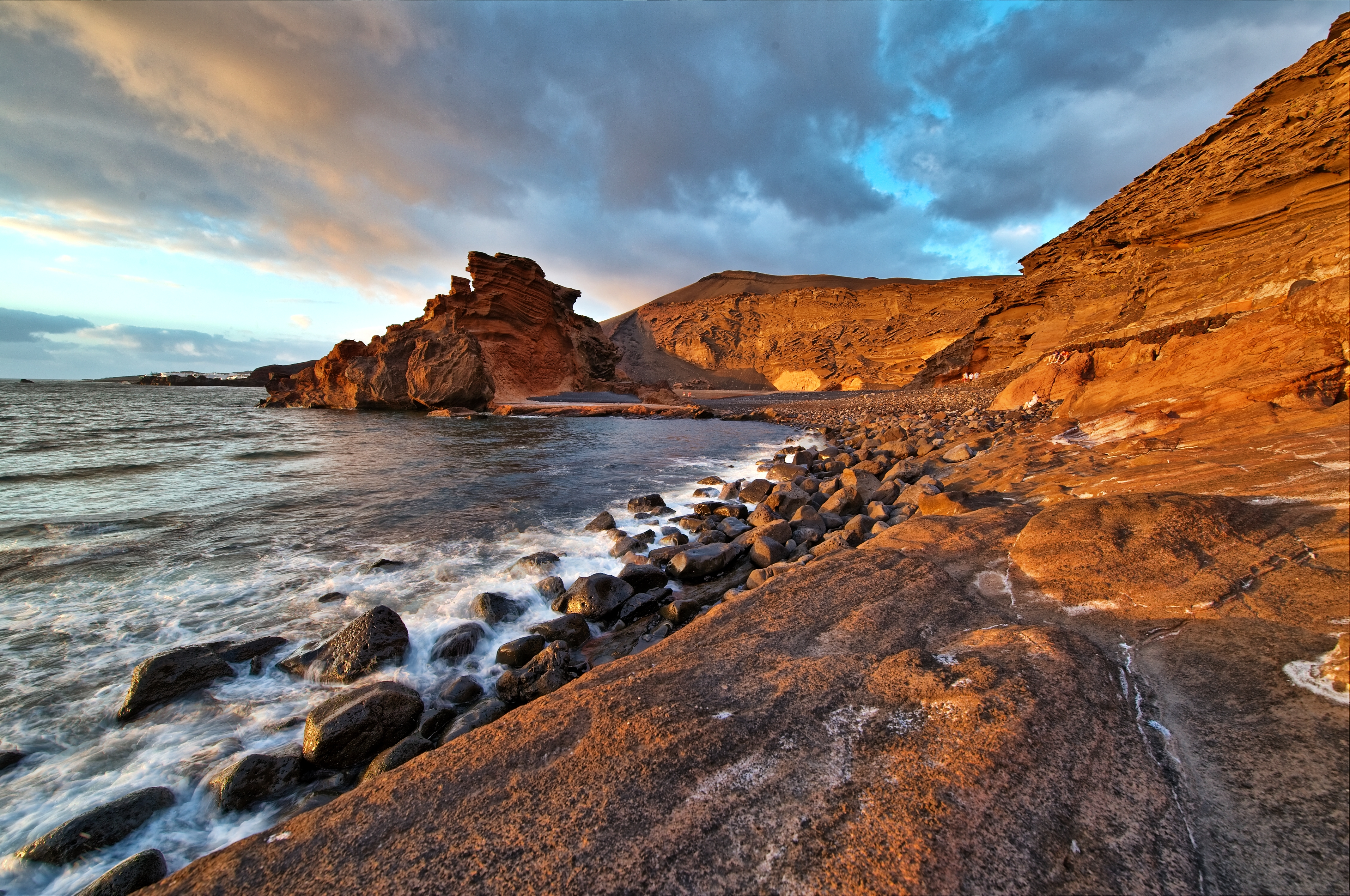
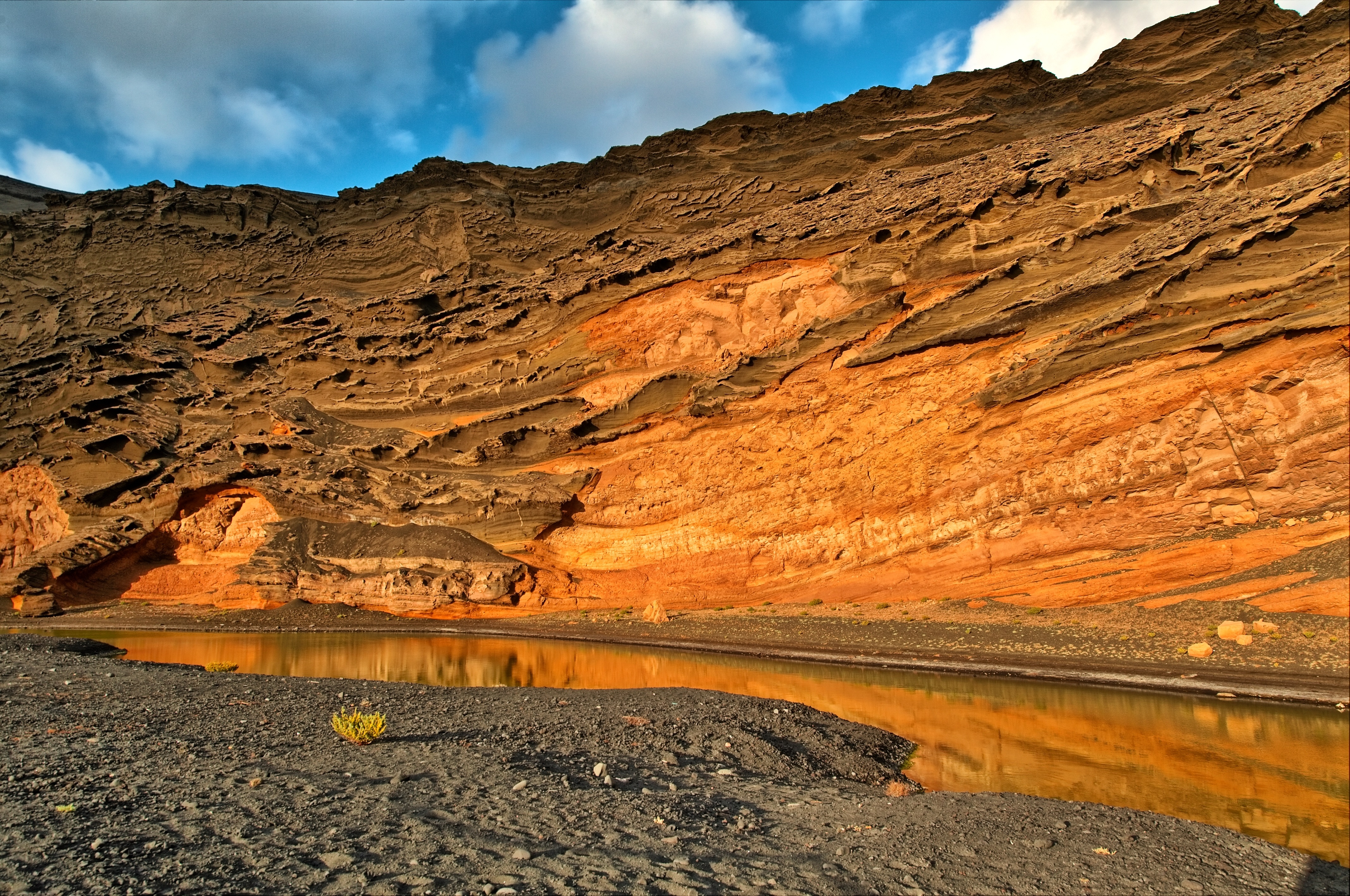
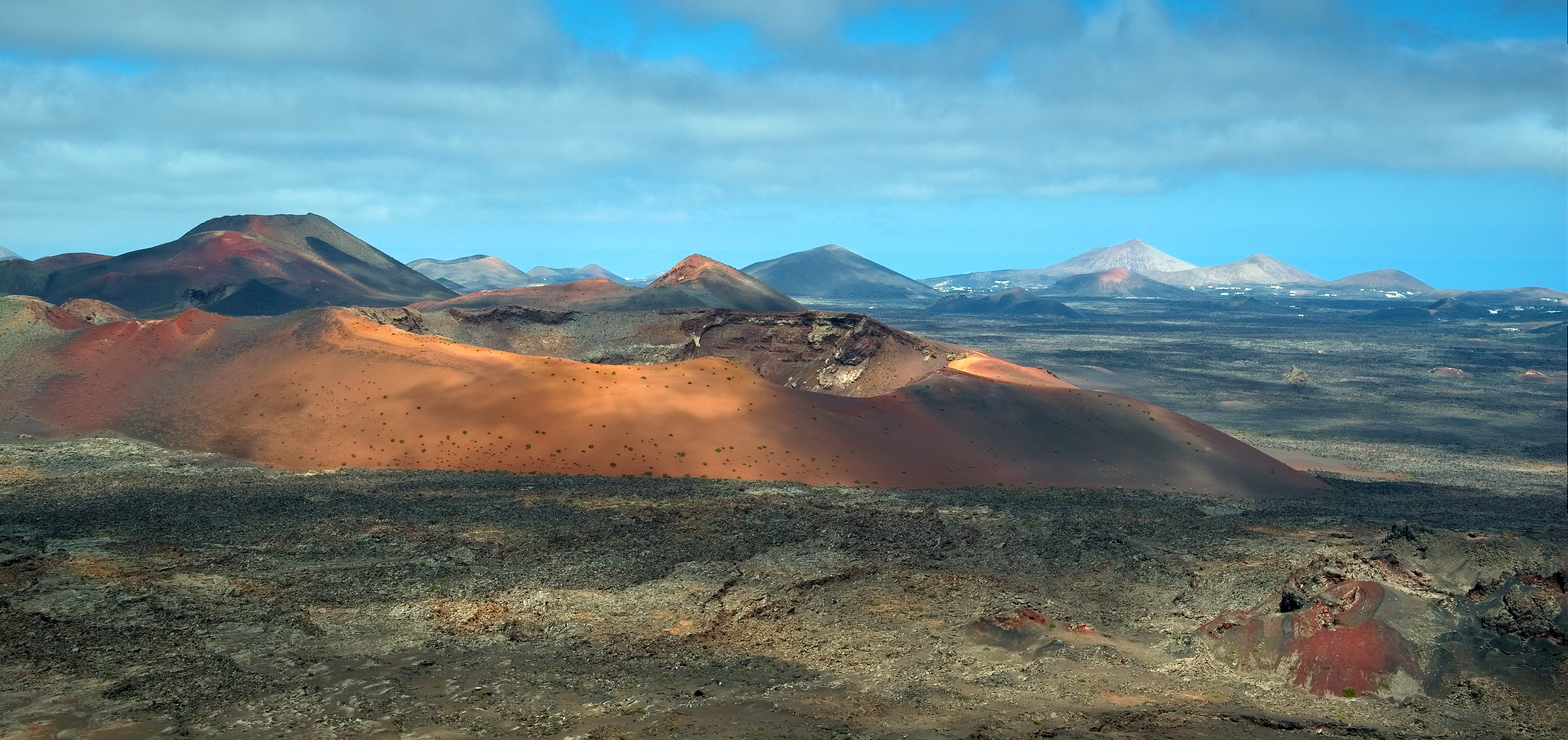
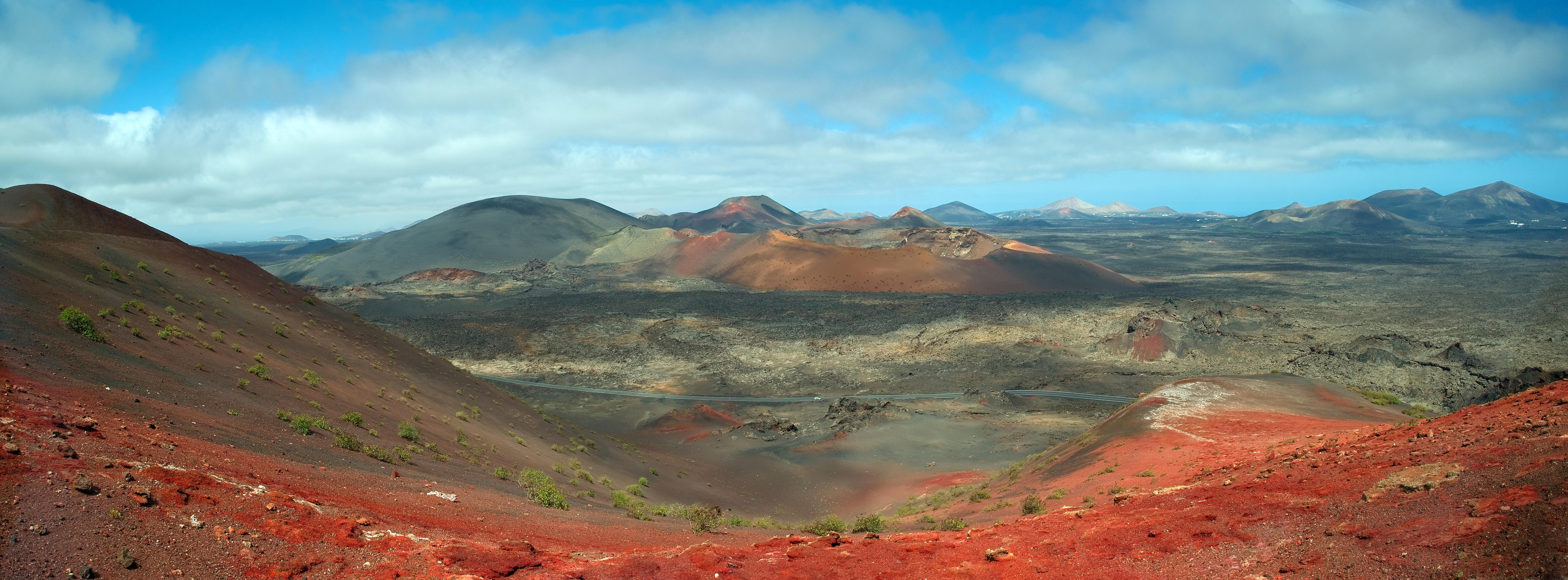
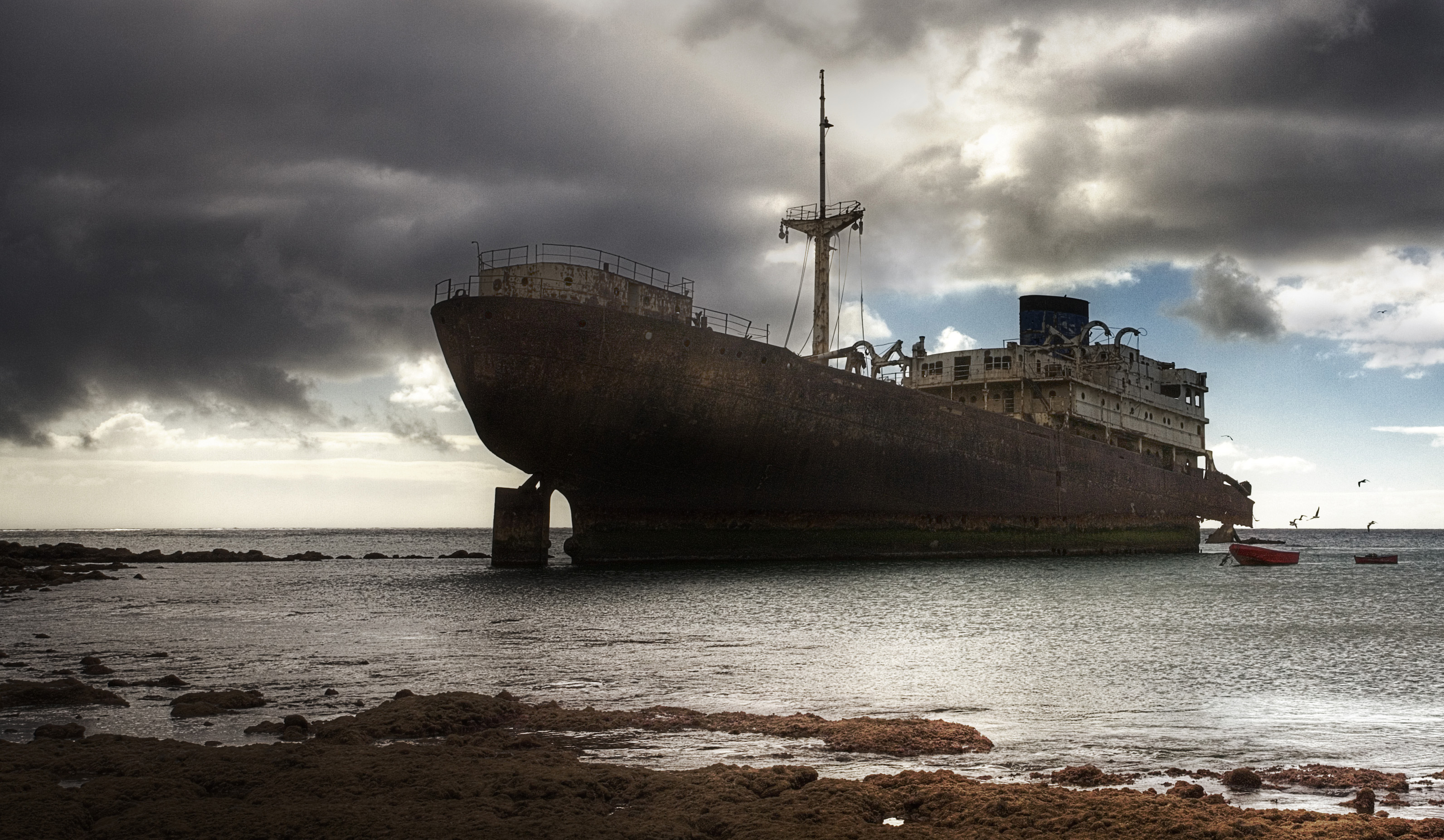
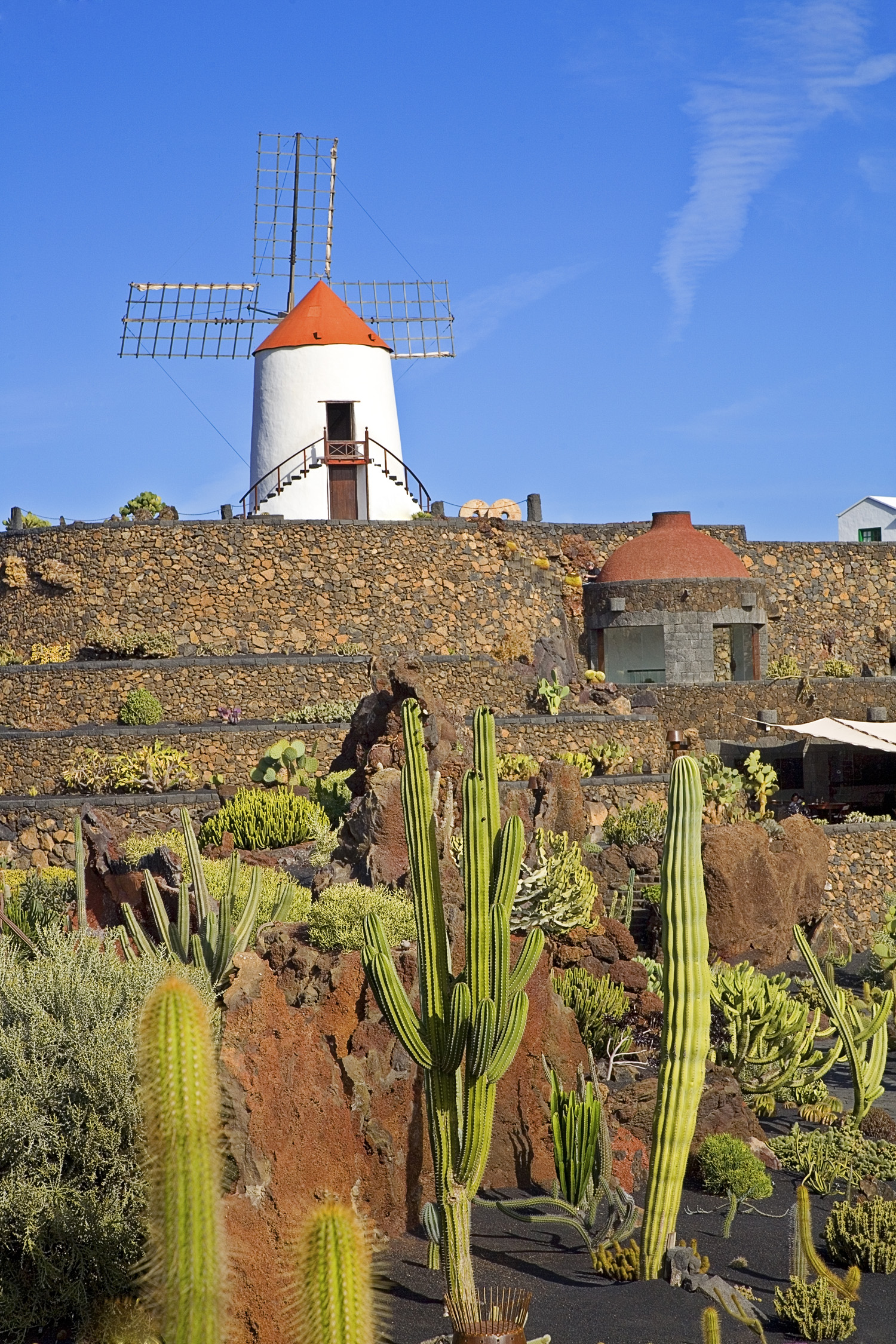
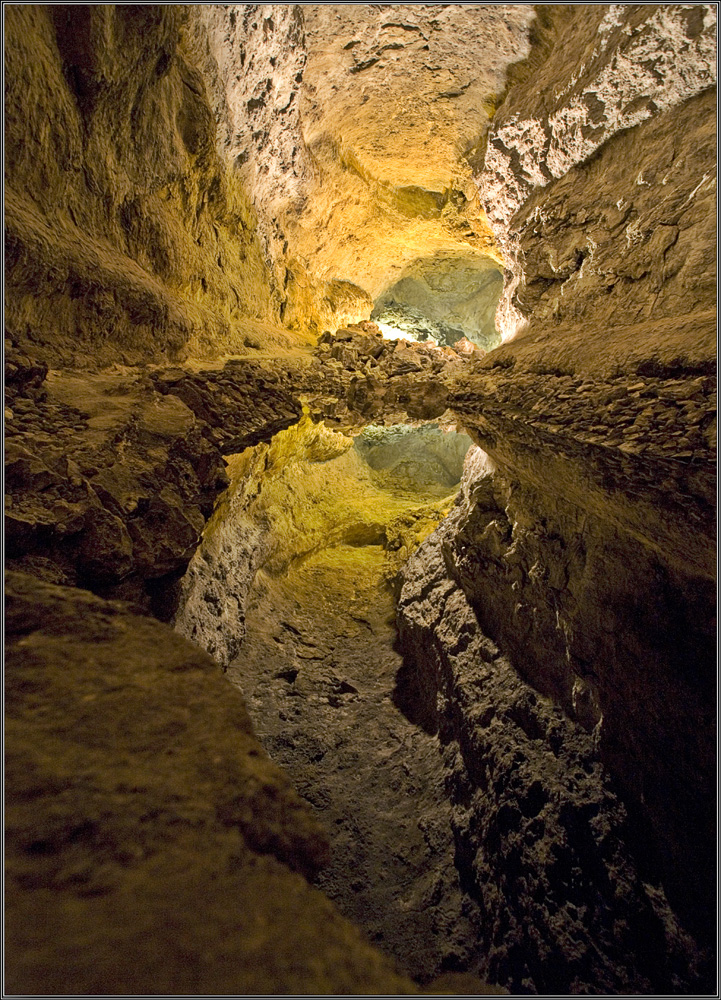
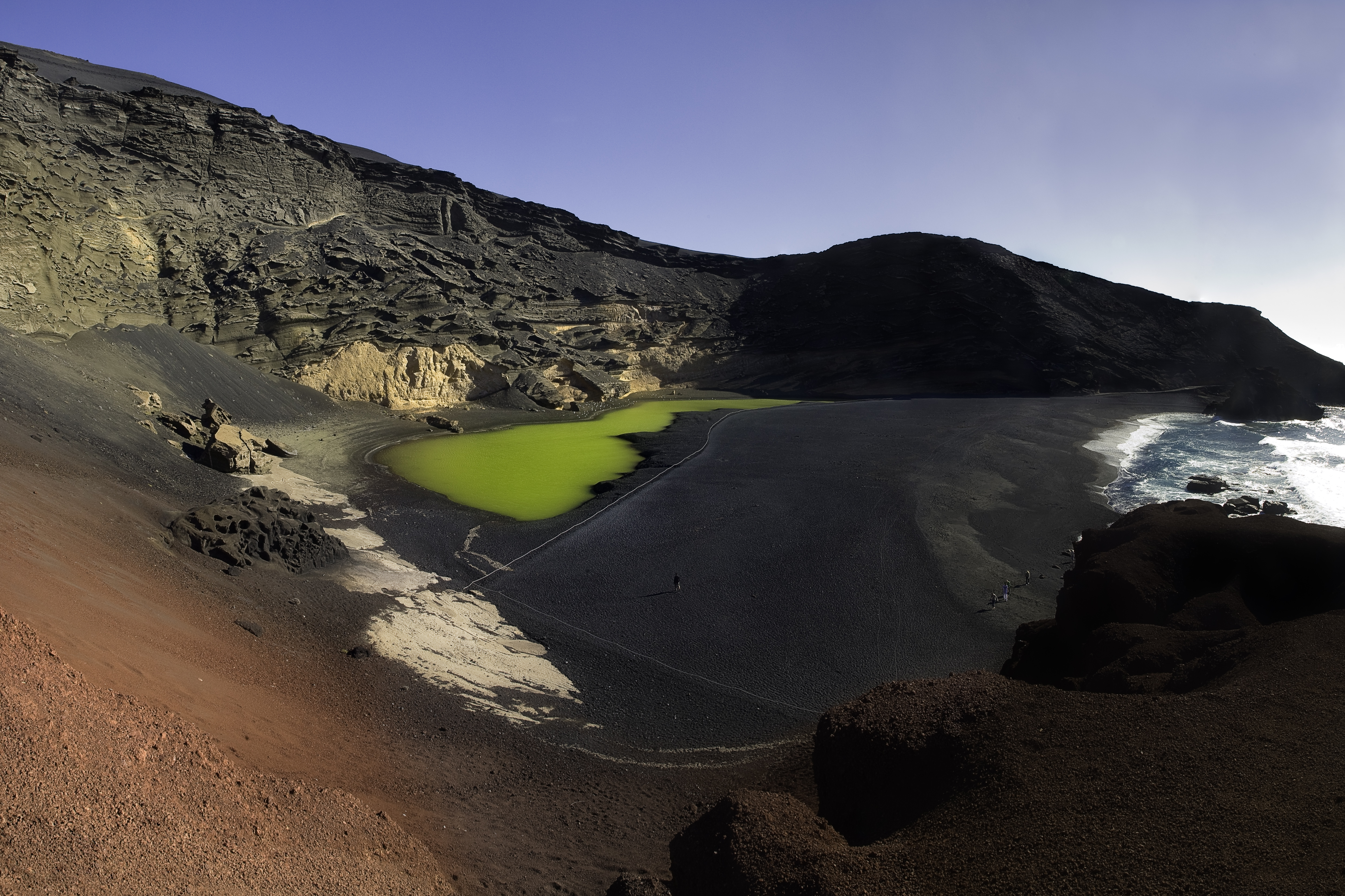
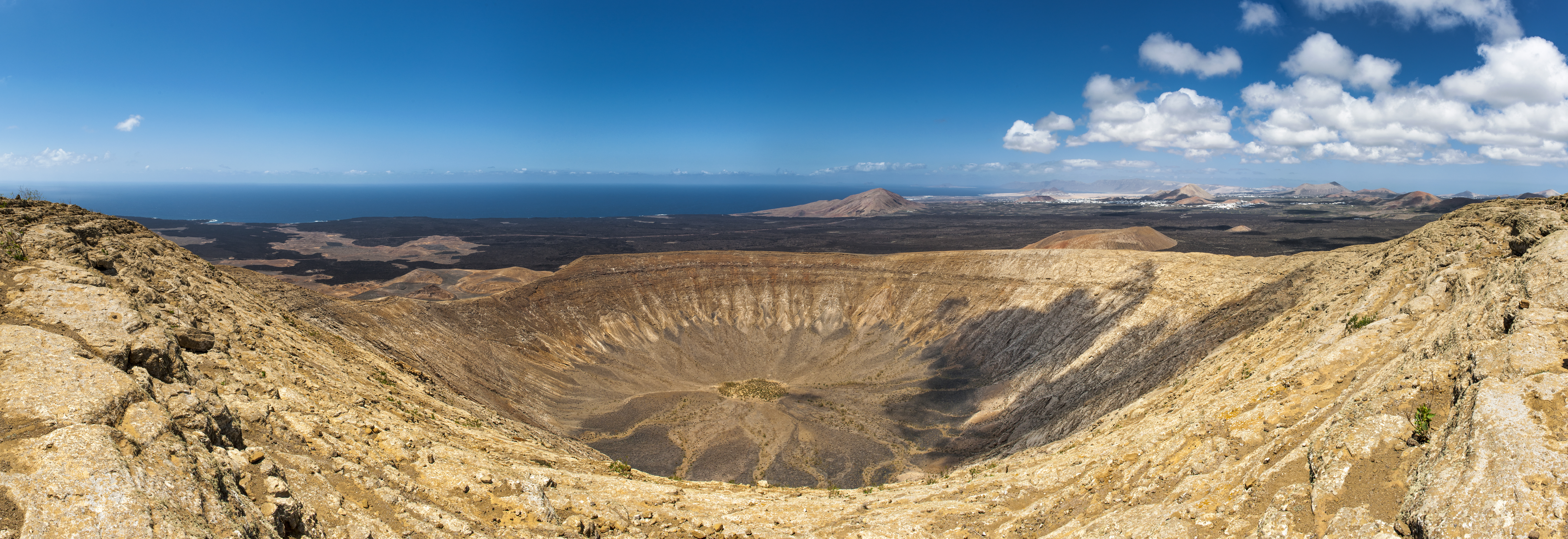
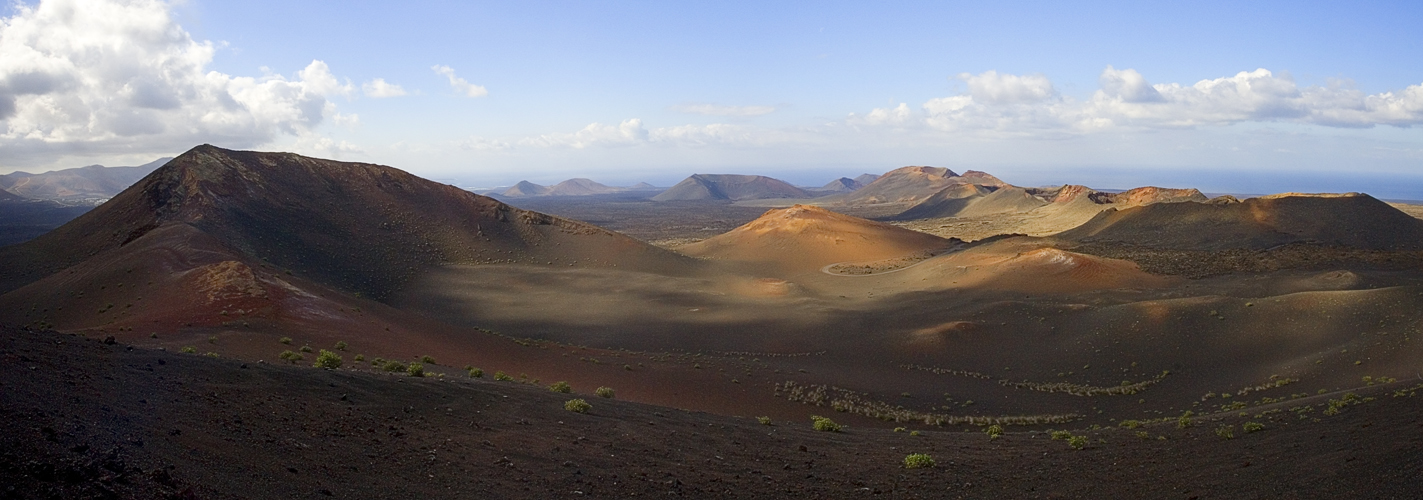
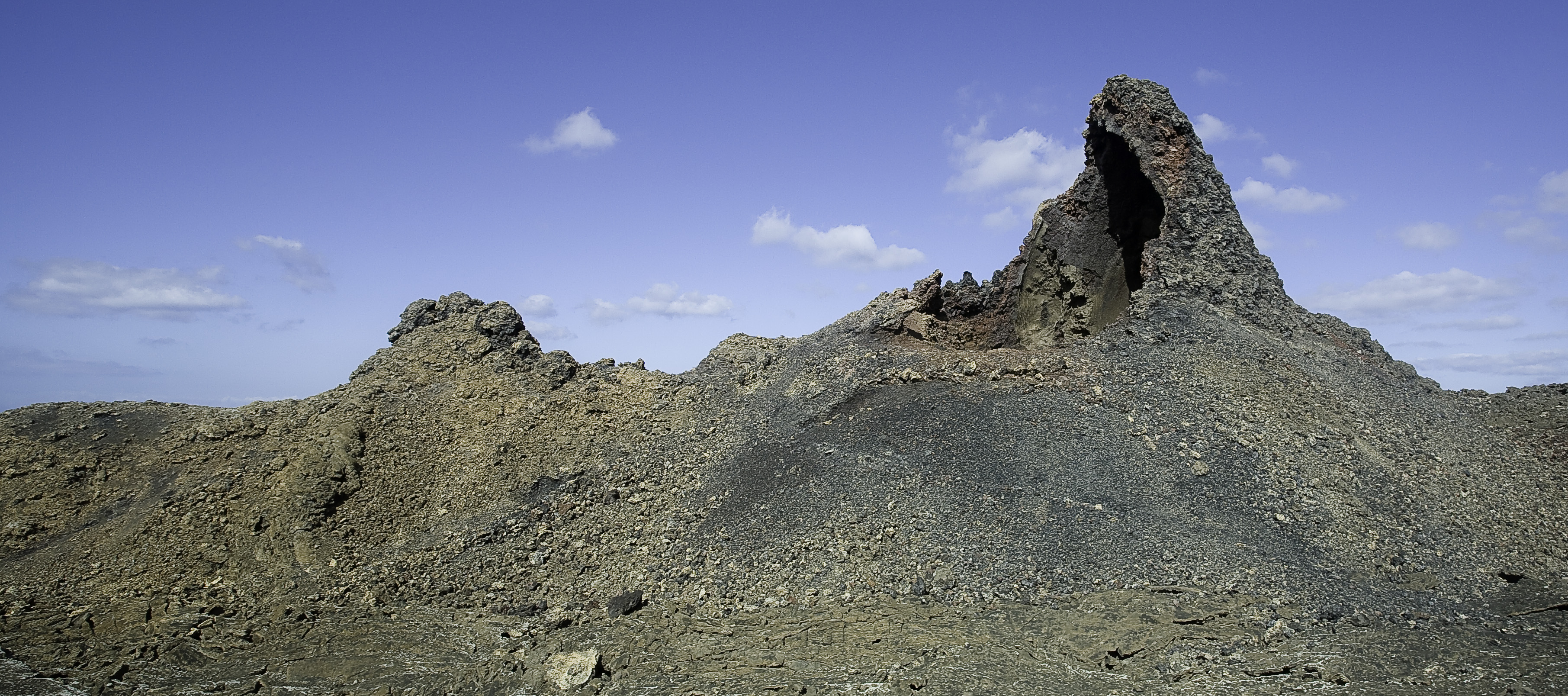
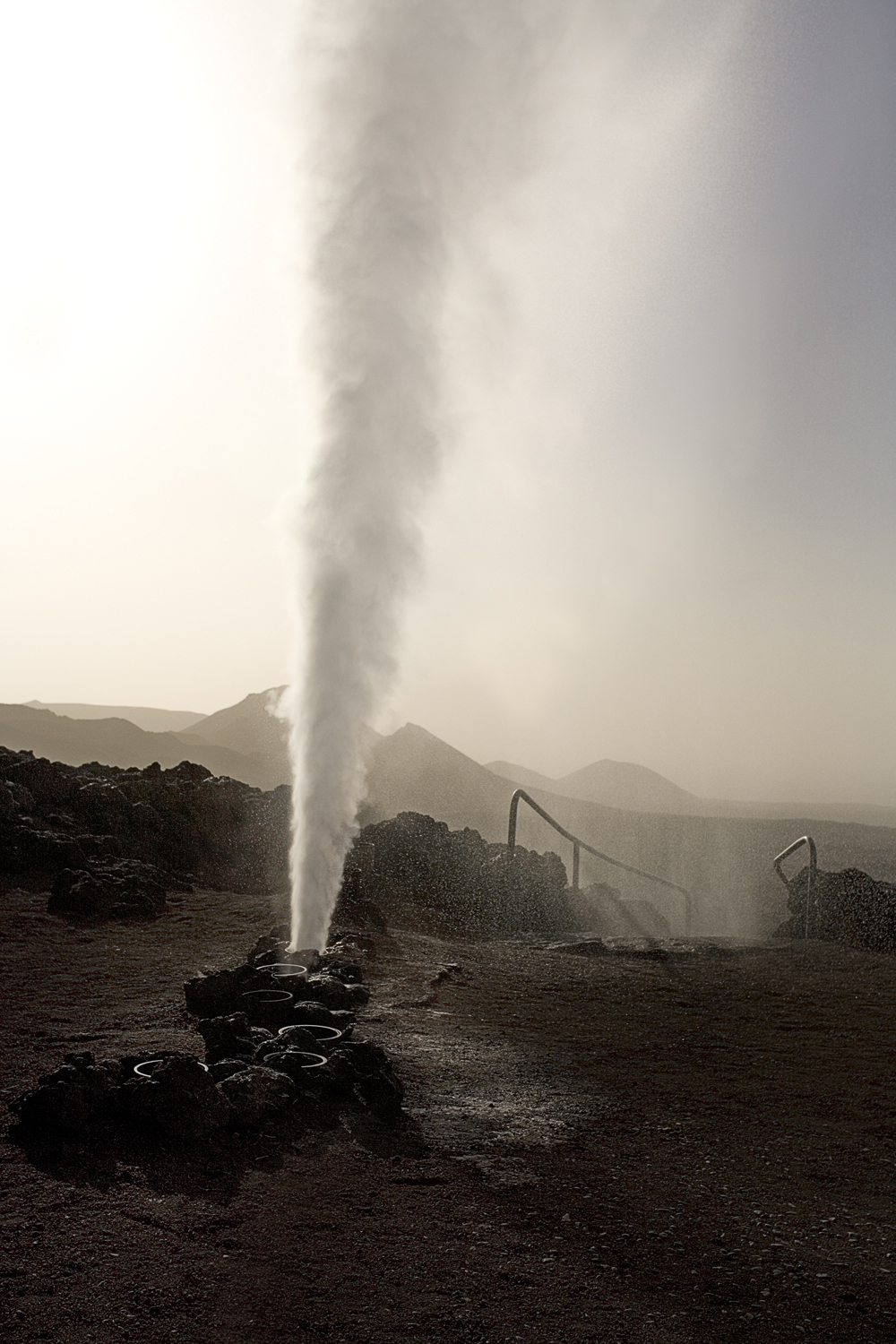
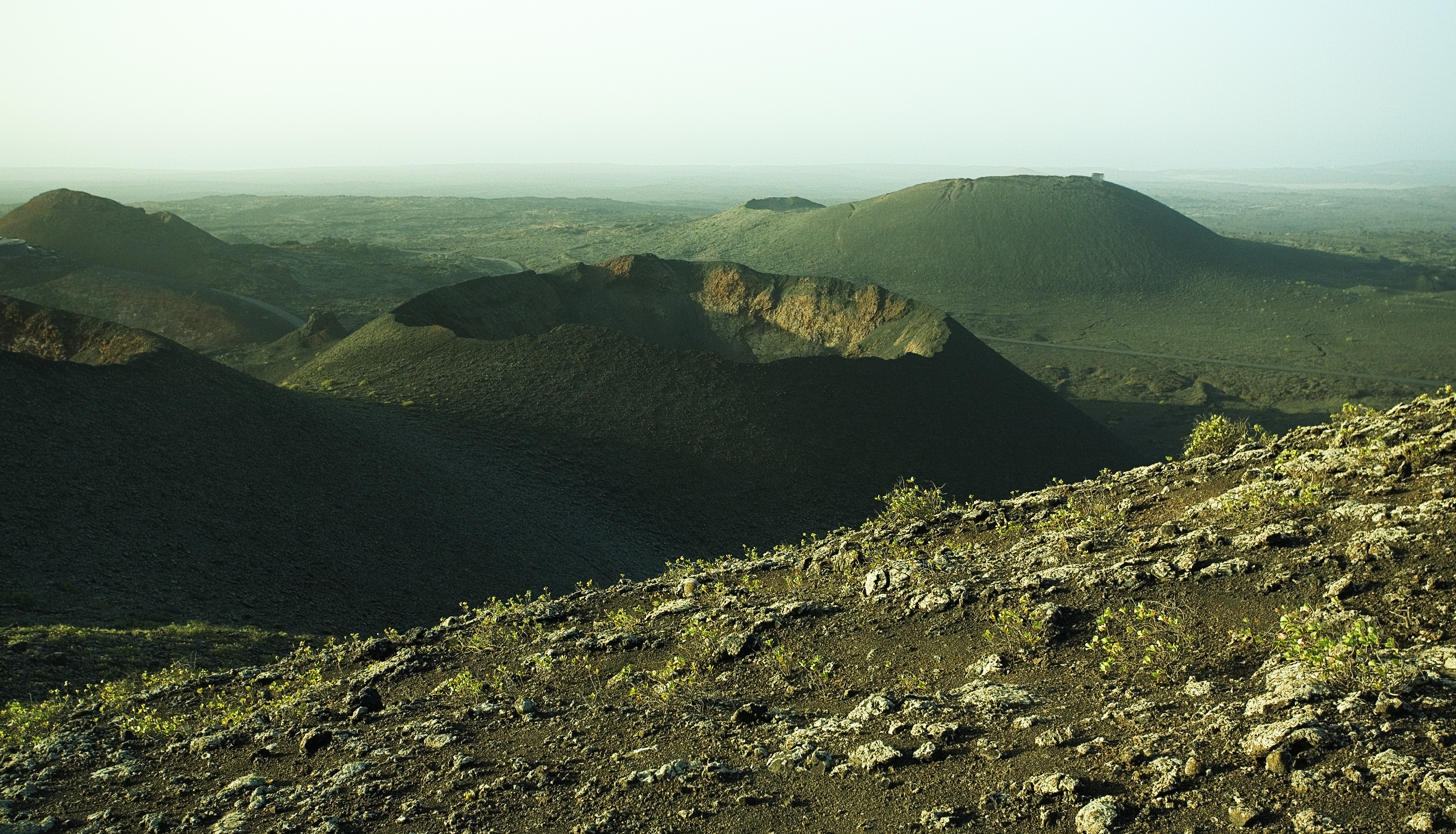
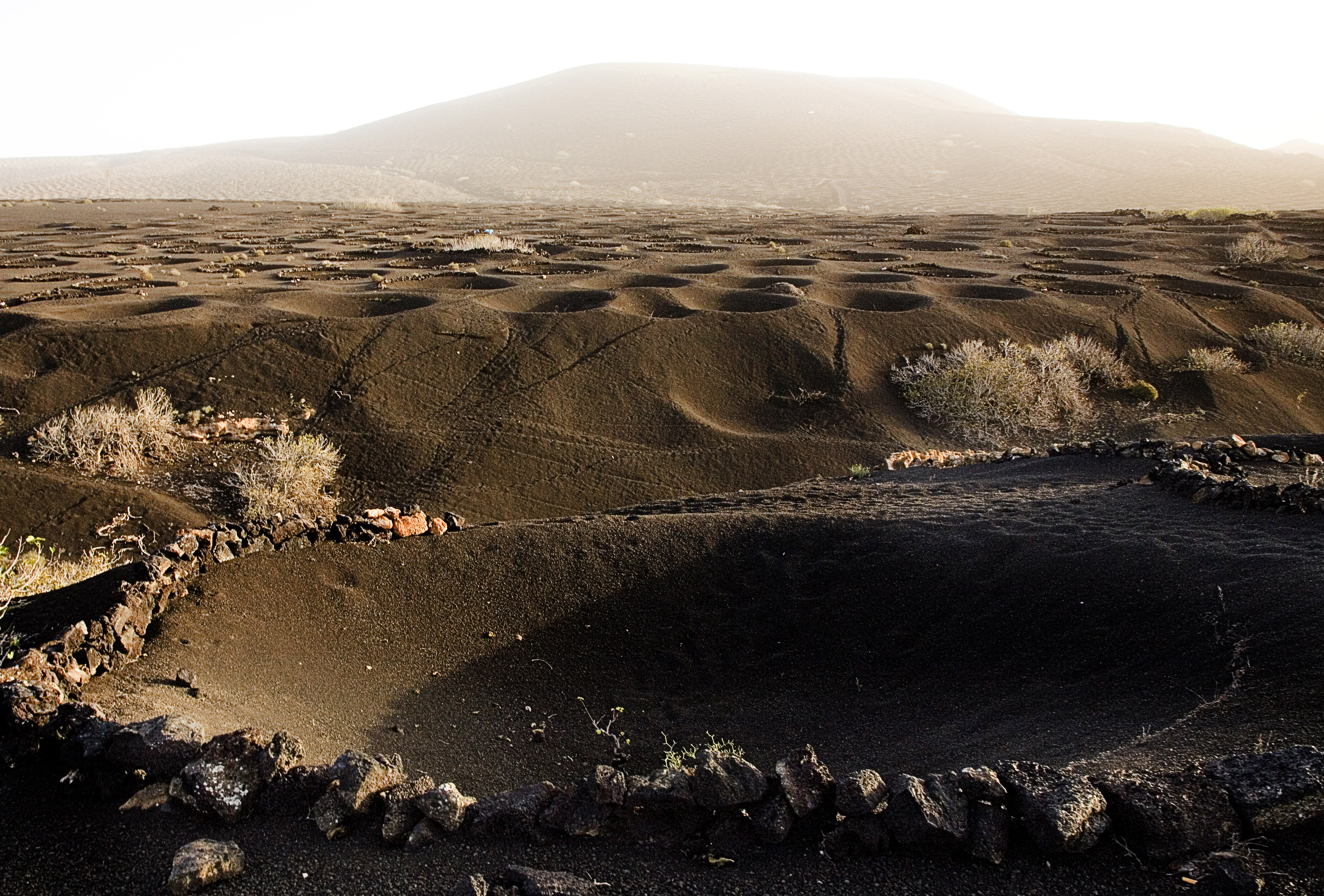
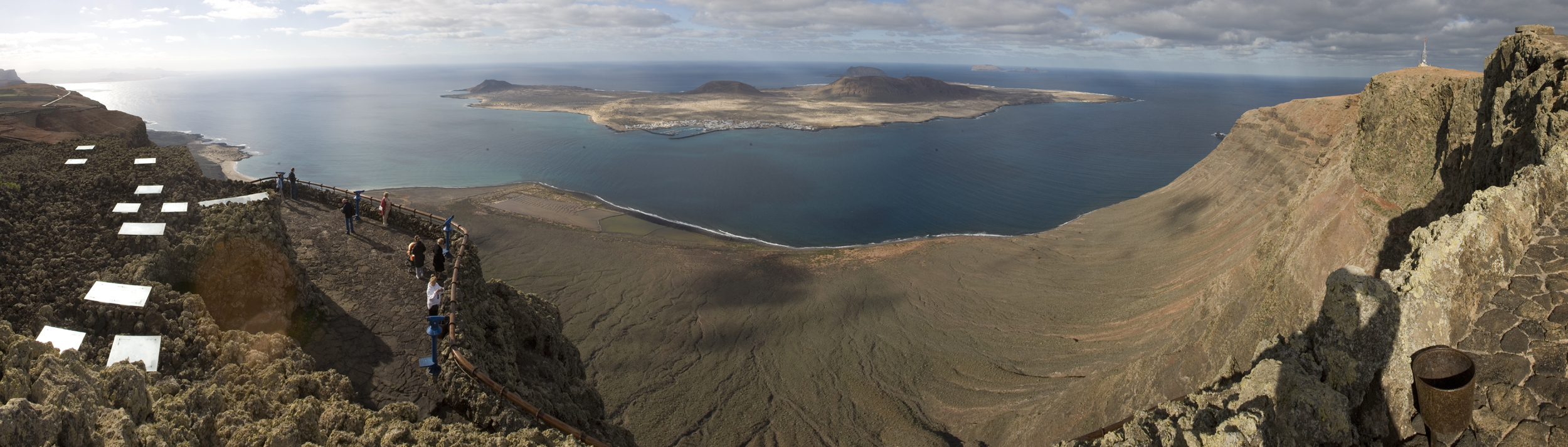
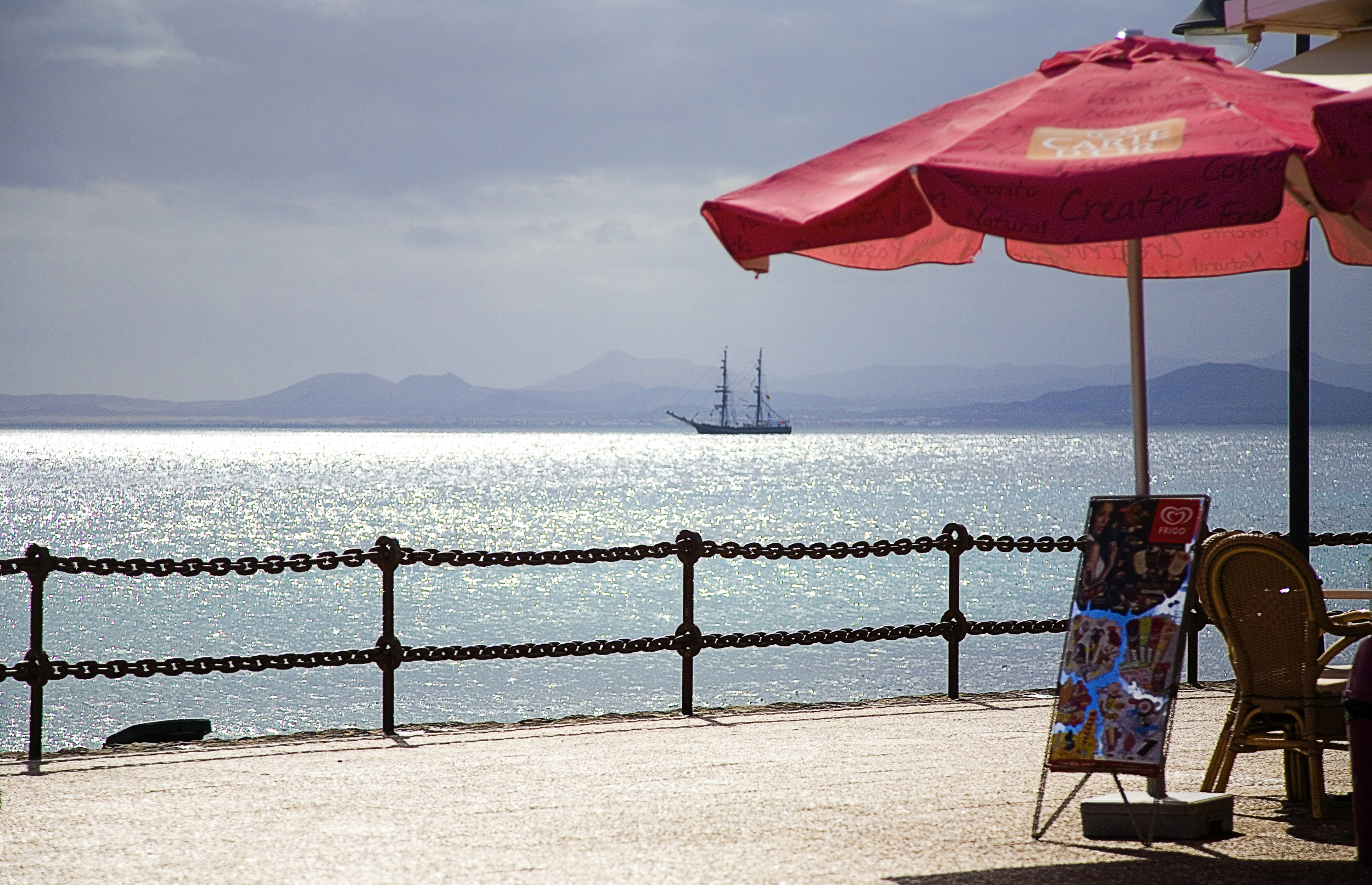
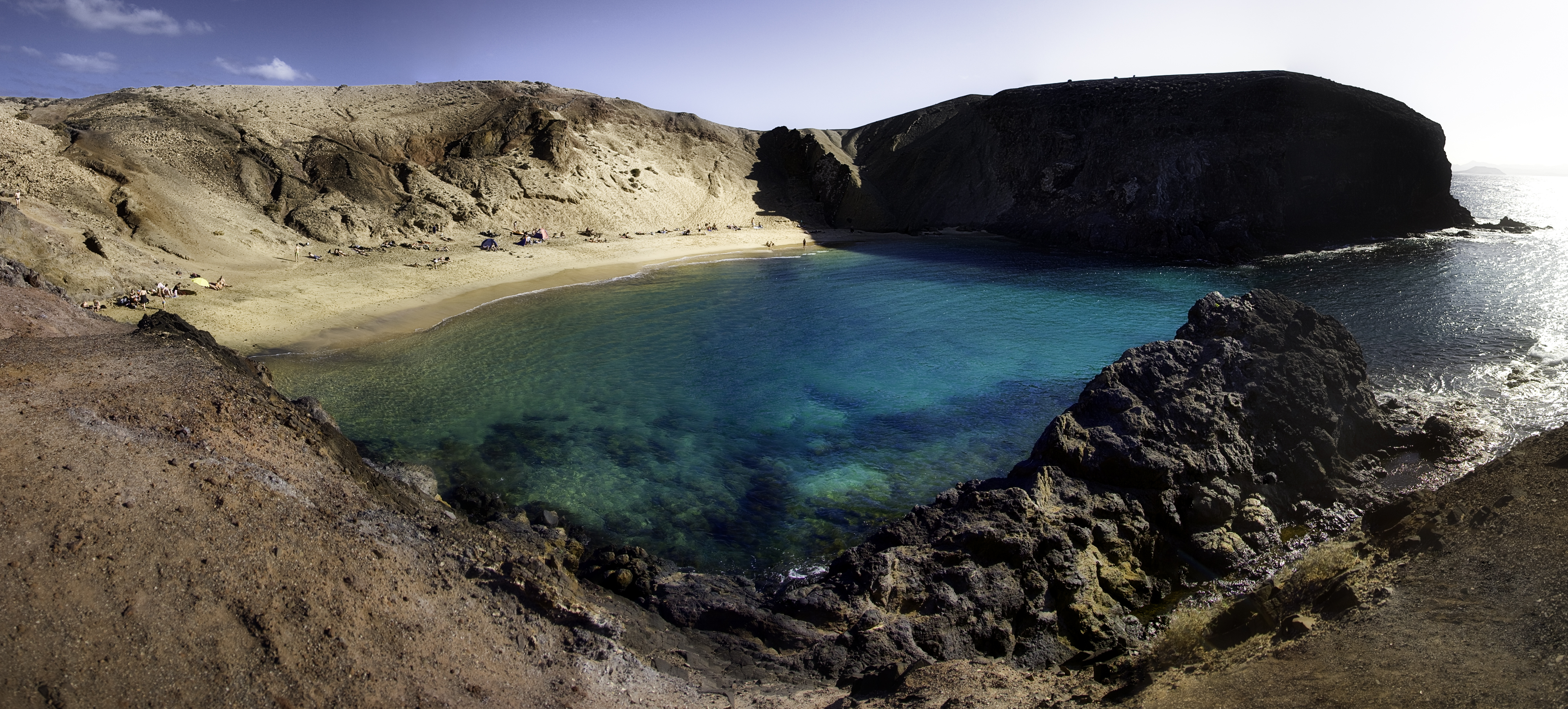